# ナローボディ機
ナローボディ機（ナローボディき）とは、旅客機のうち内部の通路が1つしかないものを言う。なお、それに対し通路が2つある旅客機をワイドボディ機と呼ぶ。

## 特色
前記の様に中央に通路が１本あるのが特徴で、ワイドボディ機と比べ機体サイズが小さいがゆえに大量輸送面では劣るものの、大き過ぎないがゆえの無駄の無さが最大の特徴であり、コスト面を重視する格安航空会社の主要機材として根強い人気がある。
フルサービスを売りとする古来の航空会社でも、ジェット旅客機黎明期にはフラッグシップとして長距離便などでも愛用されたが、大量輸送面などで勝るワイドボディ機が登場するとフラッグシップの座は奪われ、超音速機故にナローボディを選択したコンコルドの引退でナローボディ機でのフラッグシップ運用は消滅した。但し、フラッグシップの座は奪われたものの、ポイント・トゥ・ポイント式の旅客輸送には都合が良いことからこちらの分野でも人気が高く、旅客機世界の両雄と謳われるボーイング社とエアバス社が、このクラスの小型機に力を入れる要因となっている。
なお、ボーイング737・757およびエアバスA320は通路を挟んで座席を3列ずつ配置するのが一般的であるが、ダグラスDC-9およびその後継機は他機種より若干狭いため通路を挟んで2列・3列と左右非対称であり、ワンクラス下の機材であるリージョナルジェットでも広めの機体ではこの配列が採用されている。

## 各社の主要なナローボディ機

### エアバス
- エアバスA220（2018年まではカナダのボンバルディア・エアロスペースが製造）
- エアバスA320ファミリー
  - エアバスA318
  - エアバスA319
  - エアバスA320
  - エアバスA321
- エアバスA320neoファミリー
  - エアバスA319neo
  - エアバスA320neo
  - エアバスA321neo
  - エアバスA321LR
  - エアバスA321XLR

### ATR
- ATR 42
- ATR 72

### ボーイング
- ボーイング377
- ボーイング707
- ボーイング717
- ボーイング720
- ボーイング727
- ボーイング737
  - ボーイング737 オリジナル
    - ボーイング737-100
    - ボーイング737-200

  - ボーイング737 クラシック
    - ボーイング737-300
    - ボーイング737-400
    - ボーイング737-500

  - ボーイング737 ネクストジェネレーション
    - ボーイング737-600
    - ボーイング737-700
    - ボーイング737-800
    - ボーイング737-900
    - ボーイング737-900ER

  - ボーイング737 MAX
    - ボーイング737 MAX 7
    - ボーイング737 MAX 8 / MAX 200
    - ボーイング737 MAX 9
    - ボーイング737 MAX 10
- ボーイング757

### エンブラエル
- エンブラエル EMB 120
- エンブラエル E-Jet

### ボンバルディア
- ボンバルディア CRJ
- ボンバルディア Cシリーズ（2018年にエアバスA220に名称変更）

### デ・ハビランド・カナダ
- デ・ハビランド・カナダ DHC-6
- デ・ハビランド・カナダ DHC-8

### 中国商用飛機
- COMAC C909
- COMAC C919

### スホーイ
- スホーイ・スーパージェット100

### イルクート
- イルクート MC-21

### 三菱航空機
- 三菱スペースジェット（開発中止）

### マクドネル・ダグラス
（前身となるダグラス社も含む）
- ダグラス DC-3
- ダグラス DC-4
- ダグラス DC-6
- ダグラス DC-7
- ダグラス DC-8
- ダグラス DC-9
- マクドネル・ダグラス MD-80
- マクドネル・ダグラス MD-90

### ロッキード
- ロッキード L-188
- ロッキード コンステレーション

### コンベア
- コンベア 240
- コンベア 880
- コンベア 990

### フォッカー
- フォッカー F27
- フォッカー F28
- フォッカー 50
- フォッカー 70
- フォッカー 100

### ホーカー・シドレー
- ホーカー・シドレー トライデント

### ブリティッシュ・エアクラフト・コーポレーション
- BAC 1-11
- コンコルド

### ブリティッシュ・エアロスペース
- BAe 146

### ヴィッカース・アームストロング
- ビッカース VC-10
- ビッカース バイカウント

### ブリストル
- ブリストル ブリタニア

### デ・ハビランド・エアクラフト
- デ・ハビラント コメット

### ショート・ブラザーズ
- ショート 360

### アエロスパシアル
- コンコルド

### ダッソー
- ダッソー メルキュール

### シュド・エスト
- シュド・カラベル

### ドルニエ
- ドルニエ 328

### サーブ
- サーブ 340
- サーブ 2000

### アントノフ
- アントノフ An-24
- アントノフ An-148

### ツポレフ
- ツポレフ Tu-114
- ツポレフ Tu-124
- ツポレフ Tu-134
- ツポレフ Tu-144
- ツポレフ Tu-154
- ツポレフ Tu-204 /Tu-214
- ツポレフ Tu-334

### イリューシン
- イリューシン Il-18
- イリューシン Il-62

### ヤコヴレフ
- ヤコヴレフ Yak-40
- ヤコヴレフ Yak-42